# パンティリアーテ
パンティリアーテ（伊: Pantigliate）は、イタリア共和国ロンバルディア州ミラノ県にある、人口約5,800人の基礎自治体（コムーネ）。

## 地理

### 位置・広がり

#### 隣接コムーネ
隣接するコムーネは以下の通り。
- メディリア
- ペスキエーラ・ボッロメーオ
- ローダノ
- セッターラ

### 地震分類
イタリアの地震リスク階級 (it) では、3 に分類される
。